# Kasteel van Opdorp

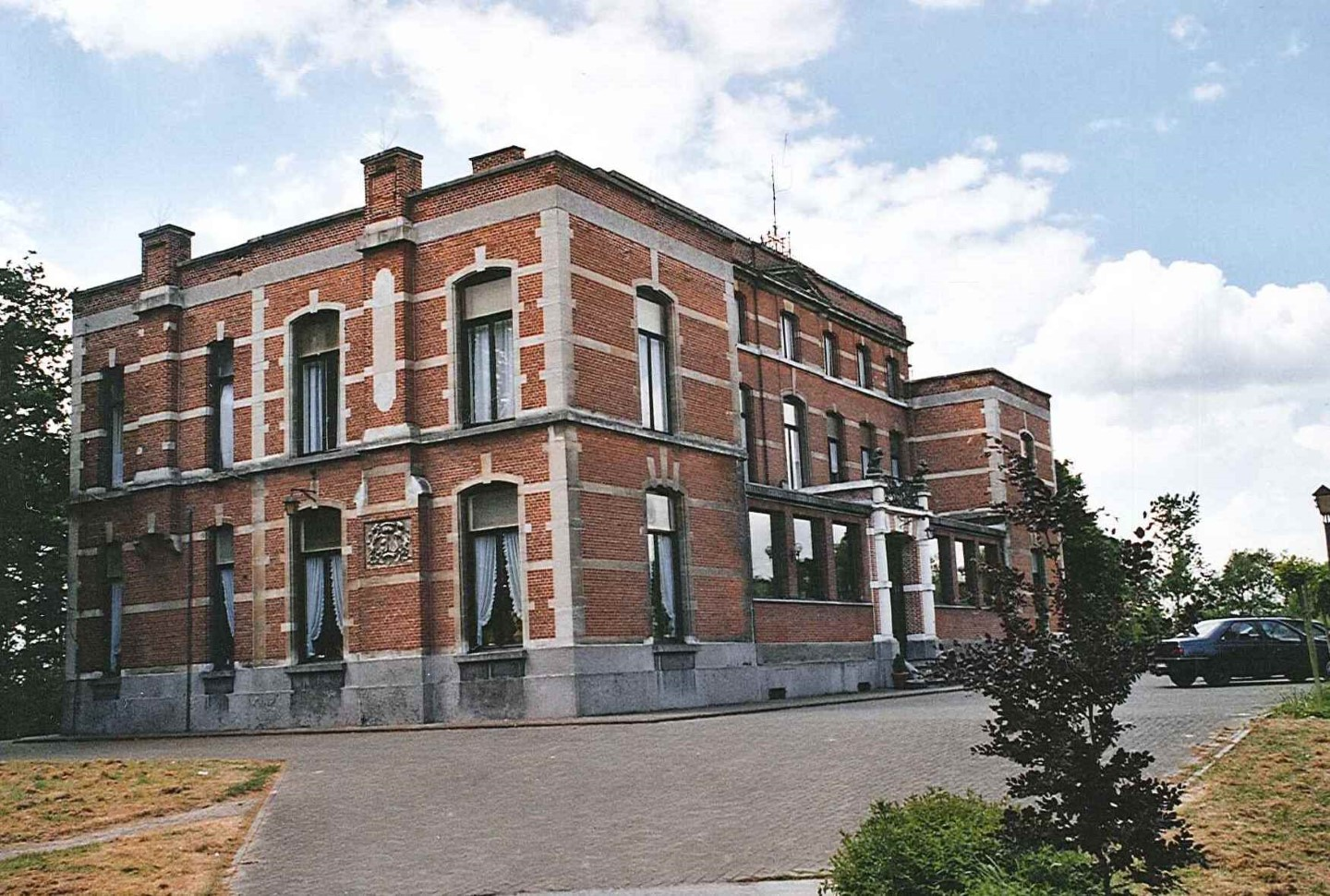
Kasteel van Opdorp

Het Kasteel van Opdorp is een kasteel in de tot de Oost-Vlaamse gemeente Buggenhout behorende plaats Opdorp, gelegen aan de Vekenstraat 1.

## Geschiedenis
In 1572 was er voor het eerst sprake van een opperhuys rondomme omwatert, een hof met schueren ende stallen ende duyfhuys op dit terrein. Het was toen in bezit van Jan van Marselaer. In 1714 sprak men van een behuysinge van plaisantie met schuere, stallinge, dreve lopende naar den driesch. In de 18e eeuw was het in bezit van de familie Puteanus. In 1824 kwam het buitenhuis in bezit van Desiré de Nieulant et de Pottelsberge. Zijn zoon Constant bezat het sinds 1851 en hij bleef permanent in Opdorp wonen, werd er zelfs burgemeester van 1852-1863.
In 1853 werd het kasteel vergroot naar ontwerp van Louis Minard. Er werd onder meer een derde bouwlaag op gebouwd. Ook in 1863 vonden uitbreidingen plaats, onder meer door de aanbouw van twee vleugels, waarbij een U-vorm ontstond. De voorste omgrachting werd toen gedempt en de achterste omgevormd tot een serpentinevijver. In 1870 werden de kassen en paardenstallen vernieuwd en in 1881 werd een ijskelder aangelegd.
In 1887 werd, in opdracht van Francis-Henri-Desiré de Nieulant et de Pottelsberge, het oude kasteel gesloopt en een volledig nieuw gebouwd.
In 1923 werd het kasteel verkocht. In 1924 woedde er een brand waarna het platte dak werd aangebracht. Vanaf 1927 wisselde het nog enkele malen van eigenaar en er was onder meer een bakkerij en een kippenkwekerij in gevestigd. In 1948 kwam het aan de Priestercongregatie van het Heilig Hart van Jezus. Het fungeerde toen als Jongenstehuis Prins Albert, later als MPI-Capelderij. De nieuwe functie leidde tot de bouw van klaslokalen en paviljoenen.
In het kasteel werd in 1984 ook het Heemkundig museum Ter Palen gevestigd. Dit belicht de geschiedenis van Buggenhout.

## Gebouw
Het betreft een bakstenen gebouw in eclectische stijl, op rechthoekige plattegrond. Hiernaast vindt men nog paardenstallen en een koetshuis. Dit alles gelegen in een park in Engelse landschapsstijl dat nog gedeeltelijk behouden is.